# John T. Myers

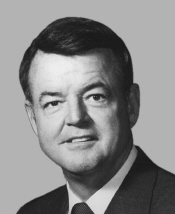
John T. Myers

John Thomas Myers (* 8. Februar 1927 in Covington, Fountain County, Indiana; † 27. Januar 2015 ebenda) war ein US-amerikanischer Politiker. Zwischen 1967 und 1997 vertrat er den Bundesstaat Indiana im US-Repräsentantenhaus.

## Leben
John Myers war der Schwiegervater des Kongressabgeordneten Brian D. Kerns. Er besuchte bis 1945 die Covington High School und diente in den Jahren 1945 und 1946 in der US Army. Anschließend studierte er bis 1951 an der Indiana State University in Terre Haute. Zwischen 1952 und 1966 arbeitete Myers für die Firma The Fountain Trust Co. Außerdem war er im Fountain County als Farmer tätig.
Politisch schloss sich Myers der Republikanischen Partei an. Bei den Kongresswahlen des Jahres 1966 wurde er im siebten Wahlbezirk von Indiana in das US-Repräsentantenhaus in Washington, D.C. gewählt, wo er am 3. Januar 1967 die Nachfolge von William G. Bray antrat. Nach 14 Wiederwahlen konnte er bis zum 3. Januar 1997 insgesamt 15 Legislaturperioden im Kongress absolvieren. In diese Zeit fielen unter anderem das Ende des Vietnamkrieges und der Bürgerrechtsbewegung sowie im Jahr 1974 die Watergate-Affäre. Außerdem wurden der 25., der 26. und der 27. Verfassungszusatz im Kongress beraten und verabschiedet.
Im Jahr 1996 verzichtete Myers auf eine weitere Kandidatur. Nach seinem Ausscheiden aus dem US-Repräsentantenhaus zog er sich in den Ruhestand zurück.